# Sănătăuca
Sănătăuca – miejscowość i gmina w Mołdawii, w rejonie Florești. W 2014 roku liczyła 2293 mieszkańców.